# Myospila trinotata
Myospila trinotata är en tvåvingeart som först beskrevs av Fritz Isidore van Emden 1951.  Myospila trinotata ingår i släktet Myospila och familjen husflugor.
Artens utbredningsområde är Kenya. Inga underarter finns listade i Catalogue of Life.